# Gagaan
Gagaan is een bestuurslaag in het regentschap Blora van de provincie Midden-Java, Indonesië. Gagaan telt 1491 inwoners (volkstelling 2010).